# 玄華元聯盟
玄華元大學聯盟，是一個位於新竹市的大學聯盟，成立於2007年，由專長領域各異的元培醫事科技大學、玄奘大學、中華大學三所大學聯手合作，三校皆位於新竹市香山區且距離相近，為新竹地區大學最密集之處，2019年聯盟學生數約一萬五千名。亦是「玄華元第二語文教學學術研討會」、「玄華元通識教育學術研討會」的主辦校。

## 成立背景
2002年，教育部公佈推動研究型大學整合計畫，支持臺灣部份重要大學發展成為「研究型大學」，計畫重點包括：校內整合、校際整合、大學系統和合併四種途徑來發展國際一流的研究型大學。由於元培醫事科技大學、玄奘大學、中華大學等三所大學專長領域各異，基於此，三所大學簽訂跨校資源中心策略聯盟，聯手合作。
三校皆位於新竹市，距離相近，領域互補。遂於2007年6月在新竹市政府簽約，建立玄華元跨校教學資源中心策略聯盟。主要內容為加強通識課程交流、網路教學平台共享、三合一運動會（玄華元聯誼賽），整合香山大學城的教學資源。新竹市政府也劃出五公頃土地，供玄華元大學城發展之用。

## 校際聯誼賽
玄華元校際聯誼賽，起源於2002年起一年一度的玄華賽，由中華大學和鄰近的玄奘大學兩校的一系列包含體育活動、歌唱活動比賽。2008年起加入元培科技大學（今元培醫事科技大學）。藉玄華元校際聯誼賽，相互切磋聯誼。聯誼賽以「旗鼓香山」為號召，期待能與同屬新竹市的清華大學和交通大學所舉辦之「梅竹賽」一樣，打響其名聲，成為香山地區的校際盛事。

## 外部連結
- . （原始内容存档于2009-03-25）.
- . （原始内容存档于2016-03-05）.